# Рогатые чесночницы (род)
Рогатые чесночницы (лат. Megophrys) — род бесхвостых земноводных из семейства рогатых чесночниц.

## Описание
Общая длина представителей этого рода колеблется от 8 до 17 см. Голова широкая, морда короткая. У большинства видов над глазами есть выросты. Туловище массивное, кожа гладкая. Лапы средние или короткие с удлинёнными пальцами. Окраска коричневая, серая, бурая или жёлтая с разными оттенками.

## Образ жизни
Населяют тропические леса, равнины, предгорья, горы. В горах слишком высоко не поднимаются. Активны ночью, питаются беспозвоночными, членистоногими, мелкими грызунами.

## Размножение
Это яйцекладущие земноводные.

## Распространение
Обитают в Южной и Юго-Восточной Азии.

## Классификация
На октябрь 2020 года в род включают более 100 видов:
- Megophrys aceras Boulenger, 1903 — Малайская чесночница
- Megophrys acuta Wang, Li, and Jin, 2014
- Megophrys ancrae Mahony, Teeling, and Biju, 2013
- Megophrys auralensis Ohler, Swan, and Daltry, 2002
- Megophrys baolongensis Ye, Fei, and Xie, 2007
- Megophrys binchuanensis Ye and Fei, 1995
- Megophrys binlingensis Jiang, Fei, and Ye, 2009
- Megophrys boettgeri (Boulenger, 1899) — Чесночница Бёттгера
- Megophrys brachykolos Inger and Romer, 1961 — Гонконгская чесночница
- Megophrys carinense (Boulenger, 1889) — Коротконогая чесночница
- Megophrys caudoprocta Shen, 1994
- Megophrys cheni (Wang and Liu, 2014)
- Megophrys chuannanensis (Fei, Ye, and Huang, 2001)
- Megophrys damrei Mahony, 2011
- Megophrys daweimontis Rao and Yang, 1997
- Megophrys dringi Inger, Stuebing, and Tan, 1995
- Megophrys elfina Poyarkov et al., 2017
- Megophrys fansipanensis Tapley et al., 2018
- Megophrys feae Boulenger, 1887 — Пронзительная чесночница
- Megophrys feii Yang, Wang, and Wang, 2018
- Megophrys flavipunctata Mahony, Kamei, Teeling, and Biju, 2018
- Megophrys gerti (Ohler, 2003)
- Megophrys gigantica Liu, Hu, and Yang, 1960 — Гигантская чесночница
- Megophrys glandulosa Fei, Ye, and Huang, 1990
- Megophrys hansi (Ohler, 2003)
- Megophrys himalayana Mahony, Kamei, Teeling, and Biju, 2018
- Megophrys hoanglienensis Tapley et al., 2018
- Megophrys huangshanensis Fei and Ye, 2005
- Megophrys insularis (Wang et al., 2017)
- Megophrys intermedia Smith, 1921 — Бронзовая чесночница
- Megophrys jingdongensis Fei and Ye, 1983
- Megophrys jinggangensis (Wang, 2012)
- Megophrys koui Mahony, Foley, Biju, and Teeling, 2017
- Megophrys kuatunensis Pope, 1929 — Пятнистая чесночница
- Megophrys lancip Munir et al., 2018
- Megophrys latidactyla Orlov, Poyarkov, and Nguyen, 2015
- Megophrys lekaguli Stuart et al., 2006
- Megophrys liboensis (Zhang et al., 2017)
- Megophrys lini (Wang and Yang, 2014)
- Megophrys lishuiensis (Wang, Liu and Jiang, 2017)
- Megophrys longipes Boulenger, 1886 — Длинноногая чесночница
- Megophrys major Boulenger, 1908
- Megophrys mangshanensis Fei and Ye, 1990
- Megophrys maosonensis Bourret, 1937
- Megophrys medogensis Fei, Ye, and Huang, 1983
- Megophrys megacephala Mahony et al., 2011
- Megophrys microstoma (Boulenger, 1903) — Малоротая чесночница, или малоголовая чесночница
- Megophrys minor Stejneger, 1926 — Малая чесночница
- Megophrys montana (Kuhl and Van Hasselt, 1822) — Рогатая чесночница, или горная чесночница
- Megophrys nankiangensis Liu and Hu, 1966 — Красноногая чесночница
- Megophrys obesa Wang, Li, and Zhao, 2014
- Megophrys omeimontis Liu, 1950 — Чернополосая чесночница
- Megophrys oreocrypta Mahony, Kamei, Teeling, and Biju, 2018
- Megophrys oropedion Mahony, Teeling, and Biju, 2013
- Megophrys pachyproctus Huang, 1981 — Тибетская чесночница
- Megophrys palpebralespinosa Bourret, 1937 — Тонкинская чесночница
- Megophrys parallela Inger and Iskandar, 2005
- Megophrys parva (Boulenger, 1893) — Узорчатая чесночница
- Megophrys periosa Mahony, Kamei, Teeling, and Biju, 2018
- Megophrys popei (Zhao et al., 2014)
- Megophrys robusta Boulenger, 1908 — Бенгальская чесночница
- Megophrys rubrimera Tapley et al., 2017
- Megophrys sangzhiensis Jiang, Ye, and Fei, 2008
- Megophrys sanu (Deuti et al., 2017)
- Megophrys serchhipii (Mathew and Sen, 2007)
- Megophrys shapingensis Liu, 1950 — Безухая чесночница
- Megophrys shuichengensis Tian and Sun, 1995
- Megophrys spinata Liu and Hu, 1973 — Колючепалая чесночница
- Megophrys synoria (Stuart, Sok, and Neang, 2006)
- Megophrys takensis Mahony, 2011
- Megophrys tuberogranulata Shen, Mo and Li, 2010
- Megophrys vegrandis Mahony, Teeling, Biju, 2013
- Megophrys wawuensis Fei, Jiang, and Zheng, 2001
- Megophrys wuliangshanensis Ye and Fei, 1995
- Megophrys wushanensis Ye and Fei, 1995
- Megophrys zhangi Ye and Fei, 1992
- Megophrys zunhebotoensis (Mathew and Sen, 2007)

## Галерея

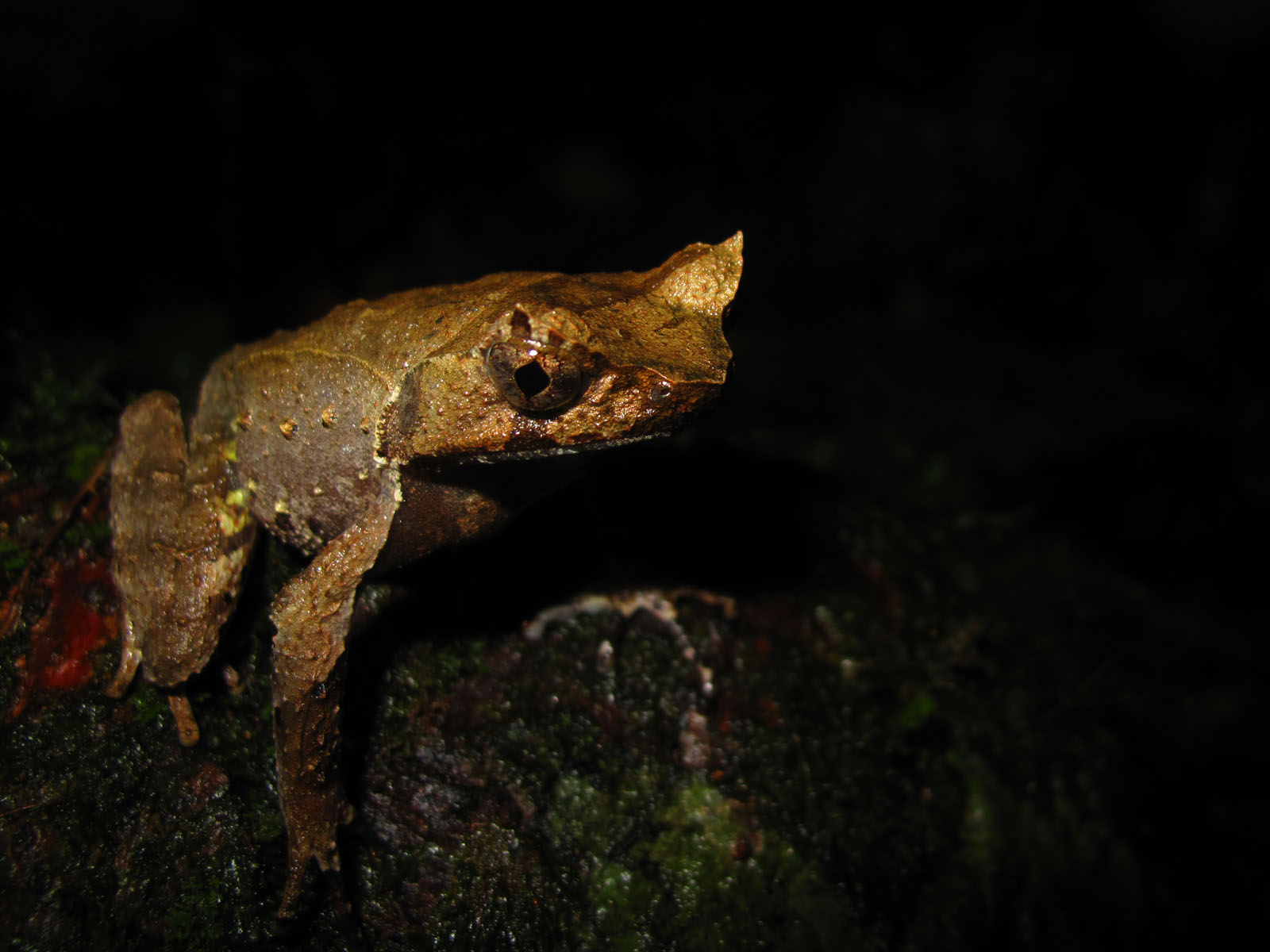
Малайская чесночница
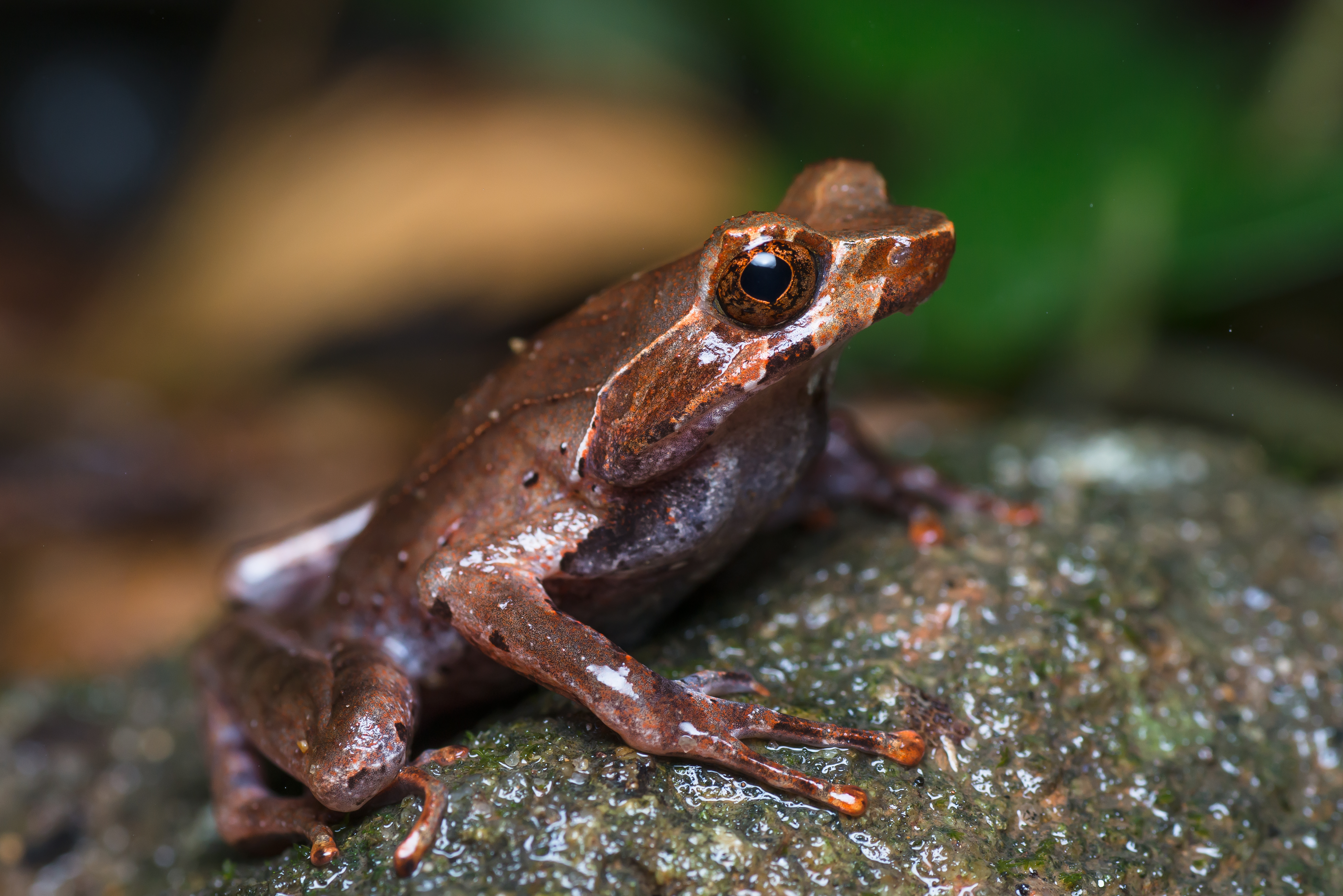
Длинноногая чесночница